# De que te quiero, te quiero
 (срп. Да те волим, волим те) мексичка је теленовела, продукцијске куће Телевиса, снимана током 2013. и 2014.

## Синопсис
Млада Наталија узима презиме своје усвојитељке, која је проналази напуштену одмах по рођењу на вратима једне цркве, и одгаја уз помоћ локалног свештеника.
Њена права мајка ћерка је богатог и себичног велепоседника. Далеко од своје кћерке, у великом граду, она постаје алкохоличарка јер ју је изгубила одмах по рођењу, а не зна да је онај ко је до тога довео много ближе него што она мисли.
Њен отац велики је тиранин и заповедник у туђим животима.
Његов син, који је умро у несрећи заједно са мајком, оставио је иза себе двојицу синова близанаца, идентичних изгледом, али дијаметрално супротних по карактеру: док је Дијего озбиљан и уредан младић, Родриго је ветропир.
Негде с почетка, Дијего и Наталија се упознају и започињу романсу, што Родриго саботира, а Наталија чак ни не зна да он постоји. Глумећи свог брата Дијега, Родриго покушава силовати Наталију, али га у томе спречава један рибар који је заљубљен у ову девојку. Након велике борбе, Родриго је повређен и пада у кому.
Пролазе 2 године. Наталија живи са помајком и њене четворо деце у Мексико Ситију. Дијего је у несрећном браку са женом која га је одувек волела, и води дедину фабрику текстила. Једном, пуким случајем, долази до поновног сусрета Наталије и Дијега, и за кратко време судбина их поново зближава.
Упркос свему, кад Наталија и Дијего помисле да ће напокон бити срећни, догоди се нешто неочекивано што ће им свима променити животе. Врло спонтано, Родриго поново улази у Наталијин живот, са једином намером да се освети жени коју сматра кривом за своју несрећу и да се домогне привилегованог положаја који има његов брат.
Тада Наталија постаје жртва разних сплетки, али ће морати да победи све запреке да би остварила љубав коју је зацртала у својим сновима.

## Глумачка постава

### Главне улоге
| Глумац:                 | Улога:                   |
| ----------------------- | ------------------------ |
| Ливија Брито            | Наталија Варгас Касерес  |
| Хуан Дијего Коварубијас | Дијего / Родриго Касерес |

### Споредне улоге
| Глумац:                | Улога:           |
| ---------------------- | ---------------- |
| Есмералда Пиментел     | Дијана Мендоса   |
| Марисол дел Олмо       | Ирене Касерес    |
| Синтија Клитбо         | Кармен Гарсија   |
| Арон Ернан             | Висенте          |
| Марсело Кордоба        | Елеазар          |
| Силвија Марискал       | Лус              |
| Ракел Морељ            | Долорес          |
| Херардо Мургија        | Тадео            |
| Алфредо Гатика         | Абдул Гарсија    |
| Рикардо Маргалеф       | Моралес          |
| Хосе Карлос Фемат      | Андрес           |
| Уго Масијас Макотела   | Тибурето         |
| Лисардо                | Карлос           |
| Карлос Феро            | Алонсо           |
| Данијела Лухан         | Карина           |
| Роландо Брито          | свештеник Хуанчо |
| Фабиола Гвахарадо      | Бригит           |
| Лис Вега               | Анхелика         |
| Марија Алисија Делгадо | Мирна            |
| Фернанда Сасе          | Лупита           |
| Пјер Луис              | Паоло            |
| Рикардо Фернандез      | Алберто          |
| Хесус Море             | Оливерио         |
| Таниа Ибањез           | Анхела           |
| Софија Техеда          | Лала             |
| Мирта Рене             | Кимберли         |
| Рут Росас              | Илда             |